# Roger de Vautort († 1206)
Roger de Vautort (auch Roger de Vautort II) (* zwischen 1164 und 1166; † November 1206) war ein englischer Adliger.
Roger de Vautort entstammte der anglonormannischen Familie Vautort. Er war noch minderjährig, als sein Vater Ralph de Vautort 1171 oder 1172 starb. Die Verwaltung seines umfangreichen Erbes in Devon und Cornwall übernahm sein Onkel Johel de Vautort, bis Roger 1186 oder 1187 volljährig wurde. Anfang der 1190er Jahre gehörte Roger de Vautort zum Gefolge von William de Redvers, 5. Earl of Devon. In den nächsten Jahren diente er im Heer von König Richard Löwenherz in der Normandie. Anlässlich seiner Hochzeit mit Alesia schenkte ihm Johann Ohneland, der 1199 als Nachfolger von Richard Löwenherz König geworden war, das königliche Gut von Callington in Cornwall. Kurz vor Rogers Tod versprach ihm der König einen Anteil vom Erbe der Familie Nonant. Dieses umfasste Teile der Honour of Totnes in Devon, die als Honour of Harberton in den Besitz der Familie Vautort kam. Zuvor hatten diese Besitzungen William de Briouze gehört, der jedoch die königliche Gunst verloren hatte.
Rogers Erbe wurde sein Sohn Reginald II de Vautort.